# Ludwig Schwamb

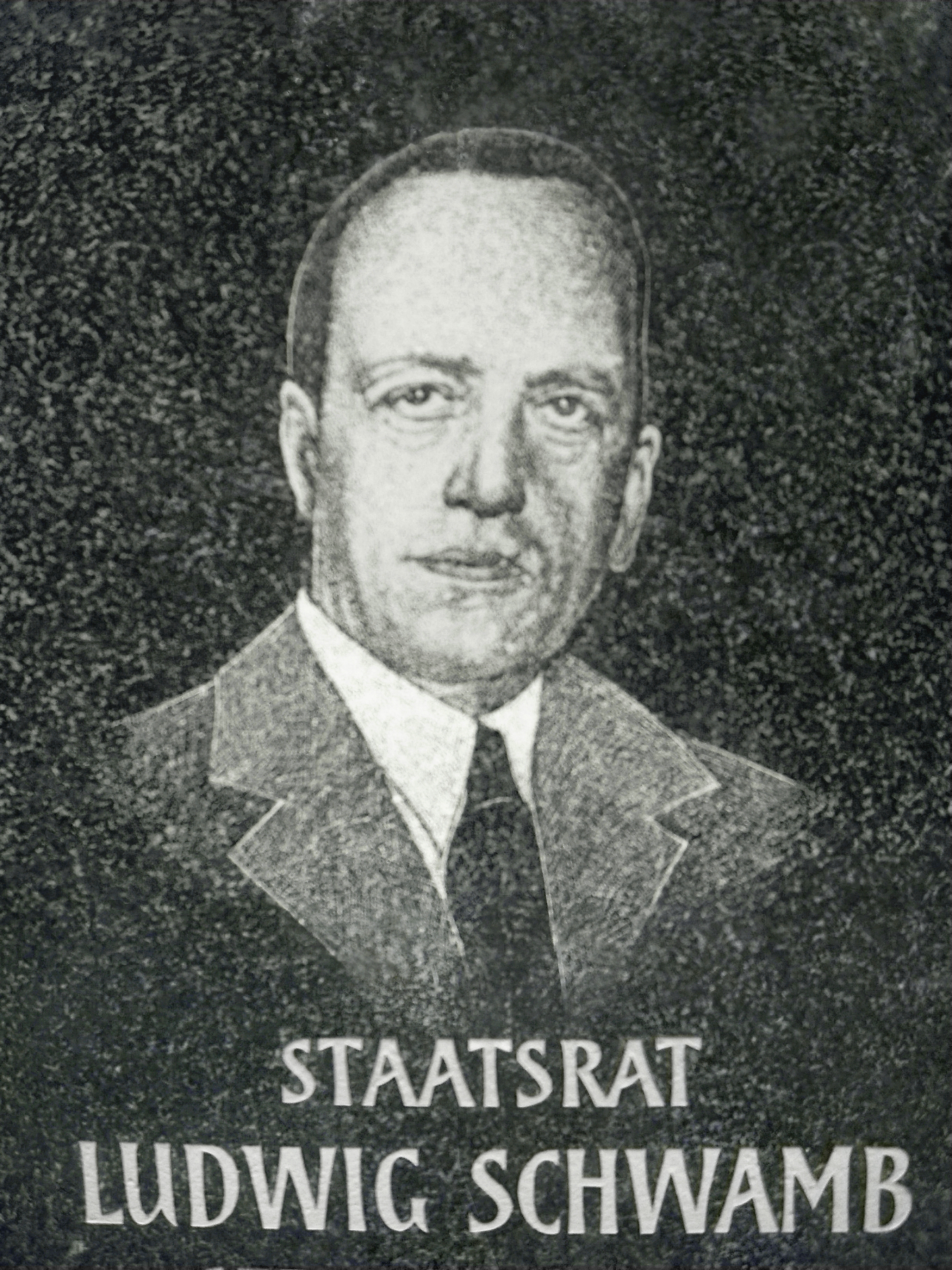
Staatsrat Dr. Ludwig Schwamb

Ludwig Schwamb (* 30. Juli 1890 in Undenheim; † 23. Januar 1945 in Berlin-Plötzensee) war Jurist, sozialdemokratischer Politiker und enger Mitarbeiter von Wilhelm Leuschner. Schwamb kämpfte als christlich motiviertes Mitglied des „Kreisauer Kreises“ gegen die nationalsozialistische Diktatur und war am fehlgeschlagenen Umsturzversuch vom 20. Juli 1944 beteiligt.

## Leben

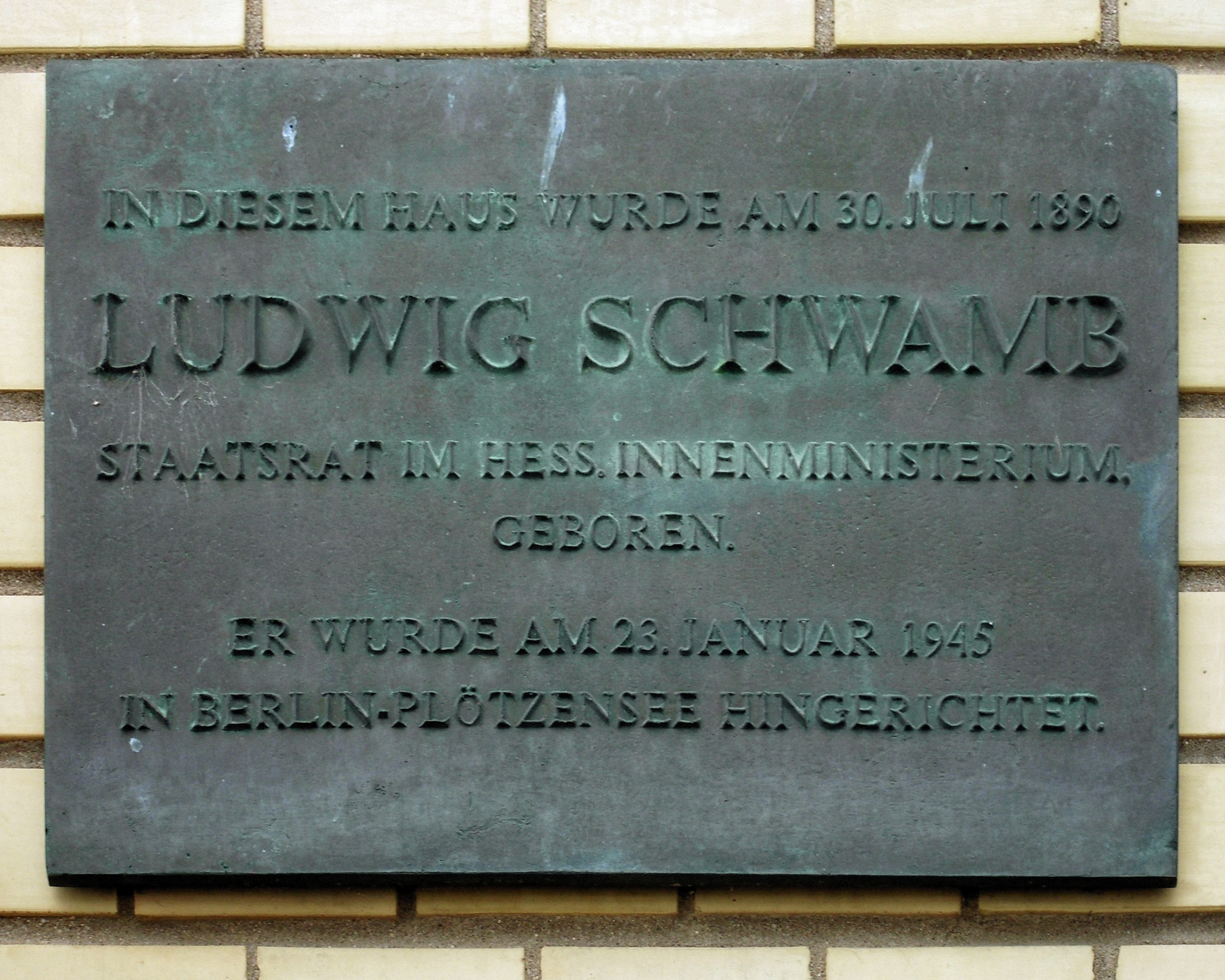
Gedenktafel am Geburtshaus Ludwig Schwambs an seinem Geburtshaus in Undenheim

Ludwig Schwamb entstammte einer bäuerlich geprägten rheinhessischen Familie. Nach dem Abitur in Mainz studierte er in Gießen Rechtswissenschaft. Hier wurde er Mitglied der Studentenverbindung Landsmannschaft Darmstadtia. Einer kurzzeitigen Niederlassung als Rechtsanwalt folgte eine Karriere im Verwaltungsdienst; 1921 wurde er Regierungsassessor beim Finanzamt Alzey und 1925 Oberregierungsrat in Oppenheim.
1923 heiratete er seine Elisabeth Schwamb.
Nachdem der Gewerkschafter Wilhelm Leuschner 1928 Innenminister im damaligen Volksstaat Hessen geworden war, wechselte Schwamb als dessen persönlicher Referent in die Landeshauptstadt Darmstadt. Er arbeitete dort eng mit Leuschners Pressereferenten, dem späteren Reichstagsabgeordneten Carlo Mierendorff, zusammen und stieg schnell zum Ministerialrat und 1928 zum Staatsrat am Verwaltungsgerichtshof Darmstadt auf.
1933 wurde Ludwig Schwamb von den Nationalsozialisten aus dem Amt entfernt und stand danach unter Polizeiaufsicht. Er versuchte vergeblich, in Mainz eine Anwaltskanzlei aufzubauen, und siedelte nach Berlin über, wo er als Syndikus der Schuhfabrik Tack tätig war.
Nachdem Leuschner, Mierendorff und andere führende Sozialdemokraten aus Schutzhaft und Konzentrationslagern entlassen wurden, entwickelte sich Schwambs Wohnung zu einem konspirativen Treffpunkt von Widerstandskämpfern. Zu ihnen gehörten des Weiteren Julius Leber, der aus dem Raum Heidelberg/Mannheim stammende Journalist Emil Henk (1883–1969), der in Frankfurt geborene Mitbegründer des Reichsbanners Schwarz-Rot-Gold Theodor Haubach und ab 1940, nach der Entlassung aus dem KZ Dachau, auch der spätere rheinland-pfälzische Innen- und Sozialminister Jakob Steffan (1888–1957).

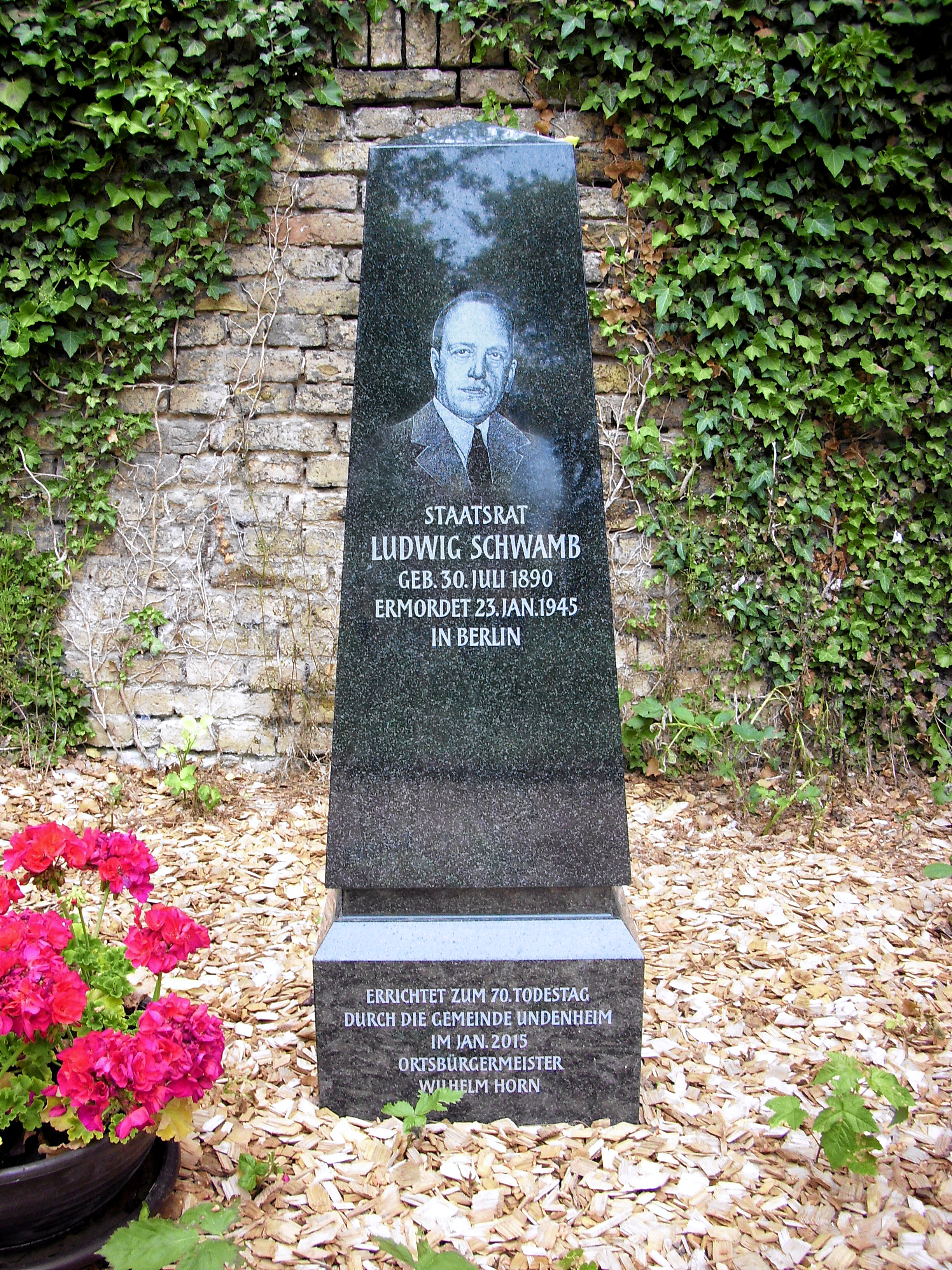
Gedenkstein Ludwig Schwambs auf dem Alten Friedhof in Undenheim

Wie Leuschner und Mierendorff war Schwamb darüber hinaus später Mitglied des Kreisauer Kreises, einer überparteilichen Widerstandsgruppe, die sich auf dem niederschlesischen Gut Kreisau von Helmuth James Graf von Moltke traf. Während Wilhelm Leuschner unter den Verschwörern des 20. Juli als künftiger Vizekanzler, wenn nicht später als Kanzler oder gar als Staatsoberhaupt vorgesehen war, sollte Ludwig Schwamb als politischer Beauftragter im Wehrkreis XII (Wiesbaden), das heißt im Gebiet zwischen Kassel und Heidelberg, die oppositionellen Kräfte koordinieren. Er sollte die dortigen primär sozialdemokratisch-gewerkschaftlichen Widerstandsgruppen mobilisieren, nicht zuletzt um einen Generalstreik vorbereiten. Außerdem musste er die Koordinierung des in der Rhein-Main-Region besonders dichten konspirativen Vertrauensleute-Netzes mit dem militärischen Flügel des Widerstands gewährleisten, damit im Raum Hessen/Rheinland-Pfalz eine demokratische und soziale Ordnung hätte vorbereitet werden können.
Ludwig Schwamb wurde drei Tage nach dem gescheiterten Attentat vom 20. Juli 1944 in Frankfurt am Main festgenommen. Nach Monaten der Haft im Zellengefängnis Lehrter Straße wurde er vom Volksgerichtshof unter Hitlers „Blutrichter“ Roland Freisler am 13. Januar 1945 zum Tode verurteilt und zusammen mit neun weiteren Beteiligten am 23. Januar 1945 in Plötzensee gehängt.
Am 31. Januar 1945 wurde Schwambs Ehefrau Elisabeth – formlos und ohne Anrede – das Todesurteil und dessen Vollstreckung mit der Passage mitgeteilt: „Die Veröffentlichung einer Todesnachricht ist nicht gestattet“.

## Erinnerung
In der Nähe der Hinrichtungsstätte Plötzensee wurde die Schwambzeile nach ihm benannt.
Mehrere Gedenkstätten, Straßen, Plätze und Schulen erinnern heute an Ludwig Schwambs Leben und Wirken.